# 紐伯里鎮區 (堪薩斯州沃邦西縣)
紐伯里鎮區（英語：Newbury Township）是位於美國堪薩斯州沃邦西縣的一個行政鎮區。

## 地方資料
紐伯里鎮區的面積為203.14平方千米，當中陸地面積為201.99平方千米，而水域面積為1.15平方千米。根據2010年美國人口普查的數據，當地共有人口1042人，而人口密度為每平方千米5.13人。

## 外部連結
- US-Counties.com
- City-Data.com （页面存档备份，存于）